# Epeiroides
Epeiroides is een monotypisch geslacht van spinnen uit de  familie van de wielwebspinnen (Araneidae).

## Soort
- Epeiroides bahiensis Keyserling, 1885